# 160P/LINEAR
160P/LINEAR (LINEAR 43) est une comète périodique qui a été découverte par les télescopes de 1 mètre du programme Lincoln Near-Earth Asteroid Research (LINEAR) à Socorro.